# Tisanibainepta
Genre
Tisanibainepta est un genre d'araignées aranéomorphes de la famille des Salticidae.

## Distribution
Les espèces de ce genre se rencontrent en Malaisie et aux Philippines.

## Liste des espèces
Selon World Spider Catalog (version 21.5, 10/11/2020) :
- Tisanibainepta bijibijan (Zhang & Maddison, 2014)
- Tisanibainepta kubah (Zhang & Maddison, 2014)
- Tisanibainepta pahang Logunov, 2020
- Tisanibainepta palawan Logunov, 2020
- Tisanibainepta selasi (Zhang & Maddison, 2014)
- Tisanibainepta silvatica Logunov, 2020

## Publication originale
- Logunov, 2020 : « New and poorly known leaf-litter dwelling jumping spiders from South-East Asia (Araneae: Salticidae: Euophryini and Tisanibini). » Arachnology, vol. 18, no 6, p. 521-562.